# Toxicité aiguë
La toxicité aiguë est la toxicité induite, dans un court laps de temps (ex 24 h), par l’administration d’une dose unique (éventuellement massive) ou de plusieurs doses acquises dans ce laps de temps d'un produit ou mélange toxique (naturel ou chimique), par opposition à la toxicité chronique.
C'est l'un des facteurs pris en compte pour l'étiquetage de danger des produits chimiques.

## Éléments de définition
Elle est parfois décrite comme la dose qui risque à 50 % de tuer un être vivant.

Elle est parfois notée DL50 (dose létale médiane).

En Europe, pour l'AEPC, la toxicité aiguë est la somme des « effets indésirables qui se manifestent après administration, par voie orale ou cutanée, d’une dose unique d’une substance ou d’un mélange, ou de plusieurs doses réparties sur un intervalle de temps de 24 heures, ou à la suite d'une exposition par inhalation de quatre heures » (source : glossaire ECHA, 2017).